# Максим, Хайрем Перси
Ха́йрем (Хирам) Пе́рси Ма́ксим (англ. Hiram Percy Maxim; 2 августа 1869 или 2 сентября 1869, Бруклин, Нью-Йорк — 17 февраля 1936, Ла-Хунта, Колорадо) — американский изобретатель, пионер американского радио. Сын известного британского оружейника Хайрема Стивенса Максима.

## Биография
Родился 2 сентября 1869 года в Бруклине, Нью-Йорк. Хайрем Перси Максим был сыном сэра Хайрема Стивенса Максима, изобретателя пулемёта Максима. Хайрем Перси был племянником Хадсона Максима, изобретателя взрывчатых веществ и баллистических ракетных двигателей. У него были две сестры, Флоренс Максим и Аделаида Максим.
После окончания двухгодичного обучения в Массачусетском технологическом институте стал инженером-механиком.
Его супруга — Жозефина Гамильтон, дочь бывшего губернатора Мэриленда Уильяма Т. Гамильтона. Брак был заключен 21 декабря 1898 года в Хагерстауне, штат Мэриленд. У Хайрема Перси было двое детей — сын Хирам Гамильтон Максим и дочь Перси Максим Ли.
Умер в возрасте 66 лет в Ла-Хунта, Колорадо. Похоронен на кладбище Роуз-Хилл.

## Деятельность
Максим известен как изобретатель глушителя для огнестрельного оружия «глушитель Максима», запатентованного в 1908 году, а также глушителя для бензиновых двигателей. Работал над двигателями внутреннего сгорания, участвовал в автогонках, имел патенты на ходовую часть моторного транспорта, электромобиль.
Совместно с Кларенсом Д. Туской учредил в 1914 году Американскую радиорелейную лигу (ARRL) — ассоциацию радиооператоров-любителей, существующую до сих пор. Первоначально у него были любительские позывные SNY, 1WH, 1ZM, после Первой мировой войны — 1AW, а позже W1AW. После смерти Максима позывной W1AW перешёл к клубной станции ARRL. Ротационный искровой передатчик Максима «Старый Бетси» выставлен в штаб-квартире ARRL.
Х. П. Максим написал книгу «Гений в семье»: сэр Хирам Стивенс Максим глазами маленького сына. Эта книга была впоследствии экранизирована как «So Goes My Love» (1946). Кроме того был сценаристом в фильме «A Virgin Paradise» (1921).
Слова Максима «основа удачного Локомотива — не подражание слону» приводил в качестве примера ограниченности простого копирования природы Теодор фон Карман